# Аденом лојне жлезде
Аденом лојне жлезде (АЛЖ) је доброћудни (бенигни) рак или тумор коже који се развија из жлезданог или дукталног епитела  лојних жлезда. Карактерише га спори раст. Најчешће се јавља као ружичаста, жућкаста папула или чворић.   Правовремена дијагноза аденома лојне жлезде може бити одлучујући фактор у спасавању живота пацијента, код кога је ова врста рака удружена са Муир-Тореовим синдромом.

## Релевантна анатомија
Лојне жлезде су холокрине жлезде које производе уља присутна у дермису коже сисара. Лојне жлезде су обично везане за фоликуле длаке и део су сложене кожно-аднексалне јединице познате као фоликулоапокрини (знојни) апарат. Жлезде су присутне по целом телу, са изузетком дланова и табана. Највише их има на скалпу и централном лицу.

## Опште информације
Аднексални тумори коже са диференцијацијом лојнице су неуобичајени, тешко их је класификовати и могу бити контроверзни. Главна контроверза се тиче микроскопских карактеристика, које варирају од добро до слабо диференцираних и понекад недиференцираних варијетети. У оквиру исте неоплазме може се наићи на спектар морфолошких карактеристика.
Због интимне повезаности лојних жлезда са другим аднексалним структурама у фоликулосебацео-апокриној јединици, многе лојне неоплазме показују сложене хистопатолошке карактеристике са мешаним диференцијацијама лојних, пиларних (коса) и апокриних (знојних) жлезда. Према томе, термин лојне неоплазме је неопходан да укључи ове сложене туморе аднекса коже са различитим степеном диференцијације лојнице. 
Појам лојне неоплазме укључује бенигне и малигне туморе са различитим степеном диференцијације лојнице. У оквиру ове категорије препознати су следећи термини:
- лојни аденом,
- лојни епителиом (себацеом),
- лојни карцином,
- карцином базалних ћелија са диференцијацијом лојнице,
- себокрини аденом,
- себоматриком.

Лезије коже које садрже бенигну пролиферацију лојних жлезда (нпр  хиперплазију лојне жлезде), урођене хамартоме (нпр  невус себацеус) и лезије са ектопичним лојним структурама (нпр  Фордице спот, Монтгомери туберкули) се генерално не сматрају правим лојним неоплазмама. Праве лојне неоплазме су релативно ретке, док је хиперплазија лојнице чест налаз код особа са кожом која је хронично изложена сунцу.
Када пацијенти са бројним лојним аденомима и/или другим неоплазмама са диференцијацијом лојнице имају удружени унутрашњи малигнитет, клиничко стање је познато као Муир-Тореов синдромом, подтип синдрома породичног неполипозног карцинома црева или Линчевог синдрома.

## Епидемиологија
Аденом лојне жлезде углавном се јавља код старијих људи просечне старости од 60 година.

## Патологија
Сам по себи, аденом лојне жлезде нема зналајан  патолошког значаја (прогноза за хируршко лечење је повољна). Међутим, може бити повезано са Муир-Тореовим синдромом, наследним поремећајем који предиспонира колоректални рак.
Патологија АЛЖ није повезана са туберозном склерозом. 

## Клиничка слика
Аденом лојне жлезде се дефинише као бенигна епителна неоплазма састављена од структура налик лојним жлездама или тумору са добро препознатом диференцијацијом лојне жлезде на микроскопском прегледу.
Аденоми лојне жлезде се крећу од мањих промена до 1 cm (обично 2-4 mm) до веће промене од 5 cm (у максималној величини). Тумори се најчешће појављују као жута, шарена, глатка папула или чворић. Могу бити жутосмеђе или ружичасте до црвене боје, и могу имати полипозни изглед, појаву коре и/или централну пупчаност.
Тумори се обично налазе на лицу, скалпу и врату. Понекад се тумори могу видети на другим местима, укључујући труп и ноге. Лојни аденоми су описани на карункулу ока, капку,  булбарној коњуктиви и букалној слузокожи.
Клинички утисак пре времена биопсије обично је утисак карцинома базалних ћелија или неописиве папуле без коначне клиничке дијагнозе.

## Дијагноза
Дијагноза се поставља клиничким прегледом и биопсијом промена на кожи.

## Терапија
Пошто су АЛЖ доброћудне новотворевине(бенигне) природе, лечење већине пацијената је конзервативно, мада се код упорних лезије оне могу уклонити хируршки ради удобности пацијента. 
Обавезно би требало размотрите и могућност потпуне ексцизије (хируршког лечења) АЛЖ ако је лезија делимично биопсирана или постоји клиничка забринутост за развој карцинома (злоћудног тумора) са диференцијацијом лојне жлезде.
Уз адекватно уклањање тумора, рецидиви се не јављају (након периода посматрања је годину дана).

## Прогноза
Усамљени тумори се лече потпуним хируршким уклањањем са стопом излечења од 100%. Док непотпуно уклањени АЛЖ повремено могу довести до локалног рецидива.